# Ochsentaler Gletscher
Der Ochsentaler Gletscher ist ein Gletscher am nördlichen Fuße des Großen und Kleinen Piz Buin (zu Deutsch: „Ochsenspitze“), des höchsten Berges Vorarlbergs. Von der Bielerhöhe sieht man ihn schon vom Ende des Silvrettasees im gleichnamigen Ochsental. 
Inzwischen weit von seiner Gletscherzunge entfernt liegt die Wiesbadener Hütte. Östlich wird er vom Wiesbadner Grätle und westlich vom Signalhorn begrenzt. Inzwischen stark geschmolzen, dient er immer noch als der traditionelle Weg zur Besteigung des Piz Buin, obwohl er wegen seiner vielen Spalten nur gesichert begangen werden sollte. Im Vergleich zu Messbeginn ist der Gletscher (Stand 2024) um 912 m zurückgegangen. Im Zeitraum von September 2023 bis September 2024 betrug der Rückgang 17,8 m.
Der Ochsentaler Gletscher gilt als der Ursprung der Ill.